# Битка код Мечкиног камена
Битка на Мечкином камену вођена је 12. августа 1903. године између османске и македонске војске у склопу Илинданског устанка.

## Битка
У офанзиви турских снага против македонских устаника у Горском начелству, било је размимоилажења о одбрани и предаји Крушева. Када је донета одлука да се град брани, војвода Питу Гули је са одредом од 370 устаника заузео положаје код Мечкиног Камена. Турски одред који је напао Македонце бројао је 4.000 људи. Савет војвода-команданата донео је одлуку да се одбрана напусти, али је Питу Гули одбио да изврши наређење и остао да брани град до краја. Одред је поделио у 9 група од којих је свака пружала жилав отпор. Врло тешке борбе вођене су све до 20 часова. Турци су у таласима нападали шанац . Водила се борба ножем и каменом. Многи устаници, укључујући и Питу Гулија, погинули су у боју. Незнатни део одступио је према Осоју. Турци су ушли у Крушево.